# Radio ADN
ADN (acrónimo de Actualidad, Deportes, Noticias) es una cadena de radio chilena, que se emite en el 91.7 MHz del dial FM en Santiago de Chile, propiedad de Ibero Americana Radio Chile, filial del grupo español Prisa (al que también pertenece el diario El País). Cuenta con una red de 33 emisoras a lo largo de Chile.
Posee presencia en gran parte del país, siendo la única estación de corte informativo nacional que puede ser sintonizada en la Isla de Pascua.
Es una de las principales radios informativas de Chile, contando con su propio Departamento de Prensa que nutre a los informativos y espacios que componen la programación. Entre sus voces se encuentran Mauricio Bustamante, Carla Zunino, Aldo Schiappacasse, Sandra Zeballos, Andrés Huerta, Piedad Vergara, Rafael Cavada, Paula Bravo, Leo Meyer, Miguel Davagnino, entre otros.
ADN transmite eventos deportivos, como el campeonato de fútbol local y la Copa del Mundo.

## Historia

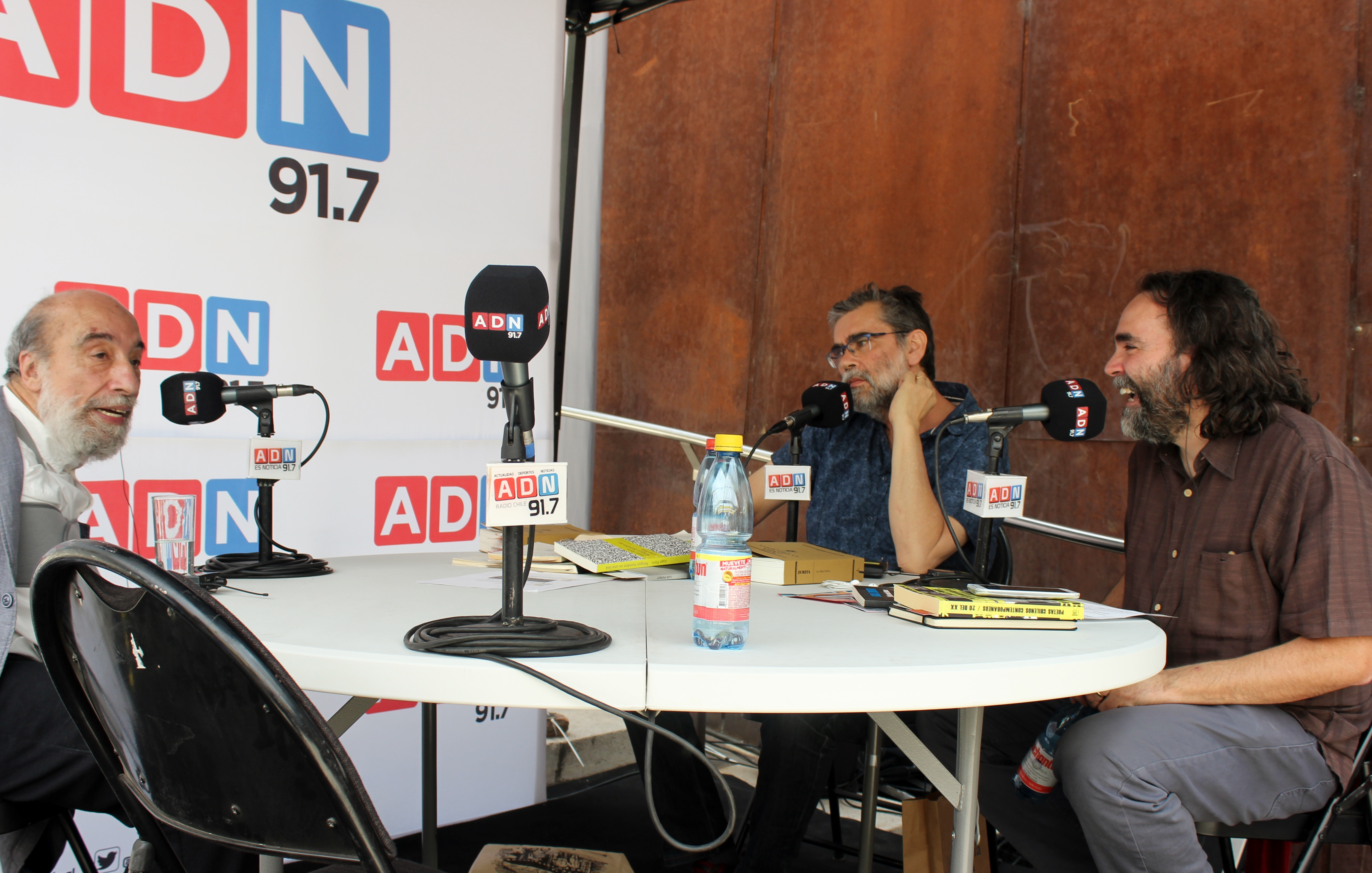
Carlos Costas y Francisco Mouat entrevistan a Raúl Zurita en el FAS 2018

ADN surgió a finales de 2007 tras la decisión de convertir W Radio Chile en una emisora de corte informativo para competir con las clásicas de este ámbito, Cooperativa y Bío Bío. No obstante, el Grupo Prisa mantuvo la marca W Radio en Colombia, México y Estados Unidos. Tras esto, inició sus transmisiones el 1 de marzo de 2008 en las dependencias de Iberoamericana Radio Chile. Una vez posicionada como una de las principales radios informativas del país, el 22 de noviembre de 2012 inauguró un nuevo edificio en Eliodoro Yáñez 1804, Providencia, Santiago. La principal novedad es que cuenta con un amplio locutorio, siguiendo el estilo de la Cadena Ser de España, también propiedad del Grupo Prisa.
La cobertura deportiva es uno de los principales pilares de la radio. No solamente con la transmisión de eventos, también con un popular programa de conversación titulado Los Tenores de la Tarde a cargo de Carlos Costas, Víctor Cruces, Rodrigo Hernández, Francisco Mouat, Cristian Arcos, Danilo Díaz, Jean Beausejour, Gonzalo Jara, Leonardo Burgueño, Francisco Sougarret, entre otros.
En noviembre de 2014 Fernando Paulsen y Beatriz Sánchez, quienes estaban desde los inicios de la radio, renunciaron a sus labores. Estos movimientos produjeron el reclutamiento de nuevas voces como Iván Núñez, Mauricio Hofmann y Mirna Schindler.
Fernando Paulsen regresó en marzo de 2016 como conductor de La prueba de ADN. Sin embargo, a los tres meses renunció debido a su otro trabajo en Hermosilla y Cía., estudio de abogados que representaba a Michelle Bachelet durante su segundo período presidencial. Al aire, durante la edición del 2 de junio, dijo: 'Me resulta personalmente muy injusto someter a la Radio ADN a las eventuales consecuencias de mis decisiones profesionales, por lo que en este acto hago abandono de este programa, que tiene un personal periodístico notable o idóneo, que no merece cargar con las decisiones profesionales que yo he tomado'. Su puesto fue tomado por el periodista Antonio Quinteros.
Desde 2011 hasta 2024, fue la radio oficial del Festival Internacional de la Canción de Viña del Mar, junto a Radio Pudahuel. Esto último ha hecho que algunos de sus ex locutores como Matías del Río e Iván Núñez han sido jurados en la Quinta Vergara.
Desde mediados de 2017, el programa deportivo Los Tenores también fue transmitido por televisión por CDO, la señal de cable del Comité Olímpico de Chile.

## Dirección
Desde su fundación en 2008 hasta 2014, la dirección de la radio estuvo a cargo del periodista Pablo Aranzaes, quien dimitió a raíz del despido del dirigente sindical Juan Guerra, medida que se tomó sin ni al director de la radio ni al de prensa. En su reemplazo, el 22 de octubre del mencionado año asumió Carlos Costas, periodista que está en ADN desde 2008.El departamento de Prensa fue dirigido por el periodista Gerson del Río Barahona, exeditor general del canal 24 Horas y del noticiero Teletrece hasta el 13 de agosto de 2021 y actualmente es dirigido por el periodista Juan Francisco Rojas Foneron, ex periodista del programa Informe Especial de TVN.

## Logotipos
- 2008-2016: El primer logo de ADN eran 3 cuadros de colores, siendo dos rojos y uno azul, en cada uno de ellos hay una letra formando el acrónimo de la radio (A y D en cuadro rojo y N en cuadro azul), bajo los cuadros rojos la frase "'RADIO CHILE'", y en mayor tamaño, bajo la letra N, la sintonía de la emisora en Santiago (91.7).
- 2016-presente: es muy parecido al logotipo anterior; solo que ahora los cuadrados no se encuentran inclinados, además de cambiar el tipo de letra. También se eliminó la frase "Radio Chile" y la frecuencia fue movida al costado del logo. En ocasiones la frecuencia también es retirada.

## Información adicional
- ADN Radio Chile les entrega boletines informativos a Radio Pudahuel, Corazón FM, Radio Imagina y Radio Concierto, todas emisoras del holding Ibero Americana Radio Chile.
- En 2010 transmitió junto a todas las radioemisoras del consorcio Ibero Americana Radio Chile el terremoto en Chile de 8.8° Richter; además fue una de las plataformas de llamadas que se ocupó para comunicar a todo el país.
- En 2011 transmitió junto a las radioemisoras del consorcio la alerta preventiva de tsunami debido al terremoto en Japón de 9,0 y también muy pendiente de lo que ocurría en Japón, más las posteriores seguidillas a la Central nuclear Fukushima tras la emergencia nuclear.
- El 16 de septiembre de 2015 transmitió junto a todas las radioemisoras del consorcio Ibero Americana Radio Chile el terremoto en Chile de 8.4° Richter y fue una de las plataformas de llamadas que se ocupó para comunicar a todo el país.
- En 2016, ADN transmitió por Telecanal, la Eurocopa 2016 y la Copa Davis, y se planteó la idea de crear una señal televisiva ADN TV, pero en diciembre el proyecto es cancelado.[7]

## Antiguas frecuencias
- 107.1 MHz (Calama); disponible sólo para radios comunitarias.
- 90.3 MHz (Tierra Amarilla); hoy Radio Armonía en Copiapó, sin relación con IARC.
- 94.3 MHz (Vallenar); hoy Radio RT, sin relación con IARC.
- 99.1 MHz (San Felipe/Los Andes); hoy Radio Armonía, sin relación con IARC.
- 90.3 MHz (Gran Valparaíso); hoy Radioactiva.
- 104.3 MHz (Isla de Pascua); hoy Los 40.
- 105.5 MHz (Algarrobo).
- 103.5 MHz (Melipilla); hoy Radio Armonía, sin relación con IARC y 106.5 MHz; disponible sólo para radios comunitarias.
- 101.5 MHz (Lago Rapel); hoy Radio Amor, sin relación con IARC.
- 100.3 MHz (Rancagua); hoy Radio Armonía, sin relación con IARC.
- 102.7 MHz (Rengo); hoy Radio Corporación, sin relación con IARC.
- 98.1 MHz (Talca); hoy FM Dos.
- 89.3 MHz (Parral); hoy Radio Ambrosio, sin relación con IARC.
- 88.7 MHz (Chillán); antes Inicia Radio, hoy Radio Armonía, sin relación con IARC.
- 91.5 MHz (Pinto); hoy Radio Interactiva en Chillán, sin relación con IARC.
- 102.3 MHz (Gran Concepción); hoy Radio Armonía, sin relación con IARC.
- 106.7 MHz (Los Ángeles); hoy Radio La Sabrosita, sin relación con IARC.
- 95.5 MHz (Temuco); hoy Radioactiva.
- 107.1 MHz (Pucón); disponible sólo para radios comunitarias.
- 96.7 MHz (Valdivia); hoy Radio Armonía en Corral y Niebla, sin relación con IARC.
- 89.3 MHz (Futrono); hoy Radio La Mexicana, ambas sin relación con IARC
- 92.3 MHz (Panguipulli); hoy Inicia Radio, sin relación con IARC.
- 89.1 MHz (Osorno); hoy Inicia Radio, sin relación con IARC.
- 103.1 MHz (Puerto Varas); hoy Radio Armonía, también en Puerto Montt, sin relación con IARC.
- 97.9 MHz (Castro); hoy Inicia Radio, sin relación con IARC.
- 94.1 MHz (Puerto Aysén); hoy Inicia Radio, sin relación con IARC.